# Mark Aguhar
Mark Cagaanan Aguhar (16. svibnja 1987. – 12. ožujka 2012.) bila je američka aktivistkinja, spisateljica i multimedijalna likovna umjetnica poznata po svom multidisciplinarnom radu o rodu, ljepoti i životu kao dijelu etničke manjine. Bila je "body positive" i transrodna osoba koja se identificira kao žena. Aguhar je proslavio njezin blog na platformi Tumblr koji je preispitivao opću zastupljenost "sjajnog veličanja gay bijelog muškog tijela".

## Život
Aguhar je rođena 16. svibnja 1987. u Houstonu u Teksasu u filipinsko-američkoj obitelji. Pohađala je Sveučilište Texas u Austinu. Aguharini radovi uključuju djela temeljena na performansima, akvarele, kolaže i fotografije. Često su njeni radovi bili autoportreti s ekstenzijama kose, šminkom, rodno-određenom odjećom, i lijepim portretom sebe, svojih oblina i svega ostalog bez srama, podsjećajući gledatelja da je Aguharin život i puko postojanje čin suočavanja s bijelačkom hegemonijom.
Aguhar je održavala internetsku prisutnost na platformi Tumblr, na kojoj su se nalazile njene profesionalne i osobne web stranice. Kao korisnica Tumblra pod korisničkim imenom "calloutqueen", svoj je blog nazvala "BLOGGING FOR BROWN GURLS", na kojem je objavljivala svoja razmišljanja o seksualnosti, seksu, izlascima, rodu i svom radu.
Aguhar je samo nekoliko mjeseci dijelilo od stjecanja diplome magistre likovnih umjetnosti na Sveučilištu Illinois u Chicagu (UIC) kada je 12. ožujka 2012. godine počinila samoubojstvo u Chicagu, Illinois.

## Naslijeđe
Od 2012. uspostavljena "Memorijalna potpora Mark Aguhar" dostupna kroz Chances Dances za queer nebjelačke umjetnike.
Umjetnica Edie Fake 2013. održavala je u Chicagu izložbu pod nazivom "Memory Palaces" prilikom koje je odala počast petorici umrlih umjetnika i prijatelja, od kojih je jedna bila i Mark Aguhar.
Izložba Bring Your Own Body: Transgender between archives and estetics (2015. – 2016.) započela je turneju u Cooper Unionu, a bila je pripremljena kako bi istražila što znači "trans" i što definira transrodnu estetiku u mnogim različitim oblicima umjetnosti. Ostali transrodni umjetnici i arhivisti koji su sudjelovali na ovoj izložbi bili su: Niv Acosta, Math Bass, Effy Beth, Justin Vivian Bond, Pauline Boudry / Renate Lorenz, Vaginal Davis, Zackary Drucker, Chloe Dzubilo, Reina Gossett sa Sashom Wortzel, Juliana Huxtable, Greer Lankton, Pierre Molinier, Genesis Breyer P-Orridge, Flawless Sabrina, Buzz Slutzky, i Chris Vargas s Museum of Transgender History and Art.
Aguarina pjesma Litanies to My Heavenly Brown Body proširila se nakon pucnjave u noćnom klubu u Orlandu 2016. godine.
U publikaciji Proximity: On the Work of Mark Aguhar (2015.), pisac Roy Pérez ispituje Aguharine crteže, video zapise, javna izvođenja i pisnja kao izraze bliskosti i kritike rasizma, transfobije i fobije debljine. Pérez ističe složenost Aguharova queernessa i "odbijanja da stvara veze u dominantnom normativnom društvu".

## Odabrane izložbe
- 2009: No Lone Zone, Creative Research Lab, Austin, Texas[20]
- 2009: New American Talent, The Twenty-fourth Exhibition,Arthouse u centru Jones, Contemporary Art for Texas, Austin, Texas
- 2010: Ideas of Mountains, Creative Research Laboratory, Austin, Texas[21]
- 2011: M4M, Lawndale Art Center, Houston, Texas[22]
- 2012: Torch Song, Gallery 400, University of Illinois at Chicago (UIC), Chicago, Illinois[23]
- 2012: The Dragon is the Frame Performances, Gallery 400, University of Illinois at Chicago (UIC), Chicago, Illinois[5][24]
- 2015: Bring Your Own Body: Transgender between archives and aesthetics,  41 Cooper Gallery, The Cooper Union, New York City, New York[15]
- 2016: Bring Your Own Body: Transgender between archives and aesthetics, Glass Curtain Gallery, Columbia College Chicago, Chicago, Illinois[25]
- 2016: Bring Your Own Body: Transgender between archives and aesthetics, Cantor Fitzgerald Gallery, Haverford College, Haverford, Pennsylvania[26]
- 2019 .: "Nobody Promised You Tomorrow": Art 50 Years After Stonewall, Brooklyn Museum, Brooklyn, New York[27][28]

## Vanjske poveznice
- Mark Aguhar portfelj na Tumblr
- In memoriam: Mark Aguhar, 1987–2012 u TimeOut Chicago
- Mark Aguhar, Nekrolog 1987–2012  Arhivirana inačica izvorne stranice od 25. prosinca 2021. (Wayback Machine) u The Awlu
- Esej o hiperalergičnosti
- Kritičko osvješćivanje Marka Aguhara o nasilnim blogerima